# Atrobucca alcocki
Atrobucca alcocki är en fiskart som beskrevs av Talwar, 1980. Atrobucca alcocki ingår i släktet Atrobucca och familjen havsgösfiskar. Inga underarter finns listade.